# 카이런 윌슨

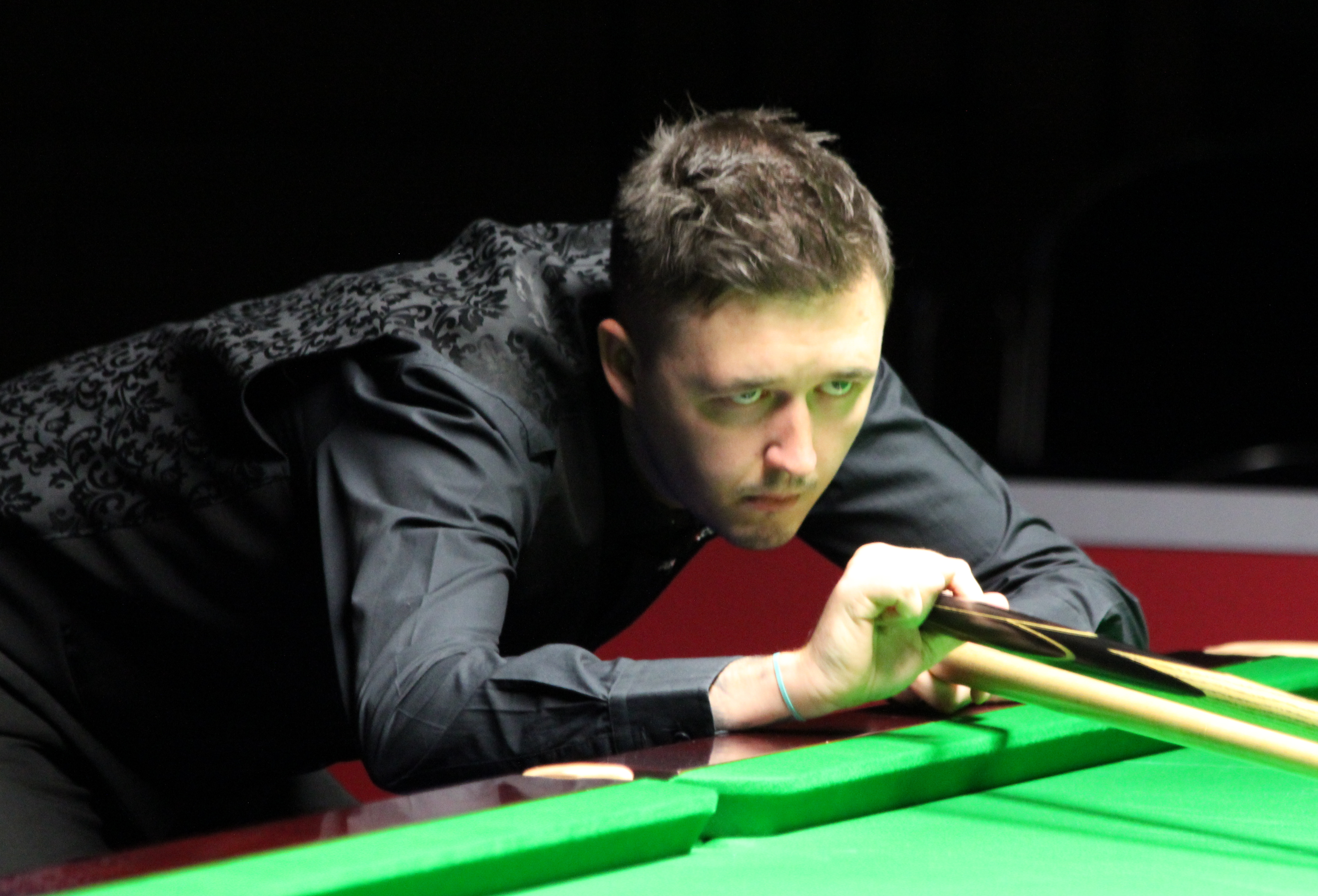
카이런 윌슨

카이런 윌슨(영어: Kyren Wilson, 1991년 12월 23일 ~ )은 잉글랜드의 스누커 선수이다. 2009/2010 PIOS 랭킹 5위 후 2010년에 프로 선수가 되었다. 윌슨은 세계 54위인 상태에서 2015년 상하이 마스터스 결승전에서 저드 트럼프를 10-9로 이기면서 처음으로 순위 타이틀을 획득했다.